# Angelique Kerber
Angelique Kerber (Bremen, 18 januari 1988) is een professioneel tennisspeelster uit Duitsland. Daarnaast bezit zij ook de Poolse nationaliteit, omdat haar vader van Poolse afkomst is. Zij spreekt Duits, Pools en Engels. Kerber begon met tennis toen zij drie jaar oud was. Haar favoriete ondergrond is hardcourt. Zij speelt linkshandig en heeft een tweehandige backhand. Zij werd prof in 2003.
Kerber heeft een Duits-Poolse vader en een Duitse moeder. Zij traint vaak in Polen. Haar Poolse grootvader heeft speciaal voor haar een trainingscentrum gebouwd in Polen.

## Loopbaan
In 2010 bereikte Kerber voor het eerst in haar loopbaan de finale van een WTA-toernooi – zij verloor deze finale in Bogota van Mariana Duque Mariño. In 2012 won zij haar eerste WTA-titel, op het toernooi van Parijs – in de finale versloeg zij Marion Bartoli.
In haar enkelspelcarrière heeft zij tot op heden(juni 2021) dertien WTA-toernooien en elf ITF-titels op haar naam geschreven. In het dubbelspel wist Kerber drie ITF-titels te winnen, geen WTA-titels.
Haar eerste goede resultaat op een grandslamtoernooi bereikte Kerber in september 2011: een plaats in de halve finale van het US Open, waar zij in drie sets werd uitgeschakeld door de Australische Samantha Stosur. Het jaar erop bereikte zij nogmaals de halve finale op een grandslamtoernooi, maar nu op Wimbledon – ditmaal was de als derde geplaatste Poolse Agnieszka Radwańska haar struikelblok.
Op 21 mei 2012 kwam Kerber de top tien van de WTA-ranglijst enkelspel binnen. Sinds het begin van het open tijdperk is zij de zevende Duitse speelster die zover is gekomen, na Sylvia Hanika, Bettina Bunge, Claudia Kohde-Kilsch, Steffi Graf, Anke Huber en Andrea Petković. In oktober van dat jaar steeg zij naar de vijfde plaats.
In 2016 won zij het Australian Open. Daarmee bereikte zij de tweede plaats op de WTA-ranglijst.
Op 13 augustus 2016 verloor zij de finale van het Olympisch tennistoernooi in Rio de Janeiro van Mónica Puig uit Puerto Rico met 4-6, 6-4 en 1-6. Zij behaalde daar dus een zilveren medaille.
Eind 2016 won zij het US Open en bereikte daardoor de eerste plaats op de WTA-ranglijst, ten nadele van Serena Williams. Op het eindejaarskampioenschap bereikte Kerber de finale, waarin zij verloor van de Slowaakse Dominika Cibulková. Niettemin eindigde zij het tennisseizoen op de eerste plaats van de wereldranglijst.
Toen zij op het Australian Open 2017 niet verder dan de vierde ronde kwam, raakte Kerber haar eerste positie kwijt aan Serena Williams. Later dat jaar wist Kerber nog tweemaal de leidende positie van Williams terug te pakken, eenmaal voor een periode van vijf weken, en nogmaals voor een periode van negen weken – daarna nam Karolína Plíšková het stokje over. Aan het eind van 2017 was Kerber uit de top 20 gezakt.
In 2018 bereikte Kerber (met Alexander Zverev aan haar zijde) de finale van de Hopman Cup en won zij het Premier-toernooi van Sydney, waarna zij op het Australian Open de halve finale bereikte. Dat bracht haar terug in de top tien. In juli won zij haar derde grandslamtitel, op Wimbledon.
In 2019 bereikte Kerber (weer met Zverev) wederom de finale van de Hopman Cup – zij verloren die, net als een jaar eerder, van het Zwitserse koppel Belinda Bencic en Roger Federer. Voorts bereikte zij de finale op het toernooi van Indian Wells, waar zij verloor van de Canadese Bianca Andreescu. In het grasseizoen bereikte Kerber nog de finale van het toernooi van Eastbourne, waar zij de zege moest laten aan de Tsjechische Karolína Plíšková.
In 2020 bereikte Kerber op het Australian Open en op het US Open de vierde ronde.
In 2021 won Kerber voor het eerst sinds drie jaar weer een titel, op het WTA-toernooi van Bad Homburg – in de finale versloeg zij de Tsjechische Kateřina Siniaková.
In 2022 won Kerber haar veertiende enkelspeltitel, in Straatsburg waar zij afrekende met de Sloveense Kaja Juvan.

### Tennis in teamverband
In de periode 2007–2022 maakte Kerber deel uit van het Duitse Fed Cup-team – zij behaalde daar een winst/verlies-balans van 14–15. Eenmaal stond zij in de finale van Wereldgroep I, in 2014 – het team verloor van de Tsjechische dames.

## Speelstijl
Kerber is een echte counterpuncher. Zij is in staat om haar tactiek aan te passen aan haar tegenstandster. Zo kan zij als het moet defensief zijn, maar daarentegen kan zij ook agressief spelen. Zij kan een rally alsnog naar haar hand zetten, ook als zij het hele punt heeft moeten verdedigen. Zij staat vooral bekend om haar loopvermogen, stabiliteit en mentaliteit. Zij heeft een redelijke opslag en stabiele baseline-slagen met een korte achterzwaai op haar forehand en backhand. Zij komt weinig aan het net en speelt vooral vanaf de baseline. Hoewel Kerber mentaal sterk is, heeft zij toch haar slechte momenten. Zo verspeelde zij vijf wedstrijdpunten in de finale van het toernooi van Eastbourne in 2012 tegen Tamira Paszek en verspeelde zij ook twee wedstrijdpunten in een wedstrijd tegen het nummer 1 van de wereld Viktoryja Azarenka op de WTA Championships in Istanbul, ook in 2012.

## Posities op deWTA-ranglijst
Positie per einde seizoen:
| jaar | rang enkelspel | rang dubbelspel |
| ---- | -------------- | --------------- |
| 2003 | 433            | –               |
| 2004 | 375            | –               |
| 2005 | 261            | 429             |
| 2006 | 214            | –               |
| 2007 | 84             | 205             |
| 2008 | 108            | 190             |
| 2009 | 106            | 240             |
| 2010 | 47             | 859             |
| 2011 | 32             | 156             |
| 2012 | 5              | 165             |
| 2013 | 9              | 138             |
| 2014 | 10             | –               |
| 2015 | 10             | 407             |
| 2016 | 1              | 214             |
| 2017 | 21             | –               |
| 2018 | 2              | –               |
| 2019 | 20             | –               |
| 2020 | 25             | –               |
| 2021 | 16             | –               |

## Palmares
| Legenda                 |
| ----------------------- |
| Grandslamtoernooi       |
| Olympische Spelen       |
| Year-End Championships  |
| Premier Mandatory       |
| Premier Five / WTA 1000 |
| Premier / WTA 500       |
| International / WTA 250 |
| Challenger / WTA 125    |

### WTA-finaleplaatsen enkelspel
| nr.              | finale     | toernooi            | ondergrond    | tegenstandster              | score         |         |
| ---------------- | ---------- | ------------------- | ------------- | --------------------------- | ------------- | ------- |
| gewonnen finales |            |                     |               |                             |               |         |
| 1.               | 2012-02-12 | WTA Parijs          | hardcourt (i) | Marion Bartoli              | 7-6, 5-7, 6-3 | details |
| 2.               | 2012-04-15 | WTA Kopenhagen      | hardcourt (i) | Caroline Wozniacki          | 6-4, 6-4      | details |
| 3.               | 2013-10-13 | WTA Linz            | hardcourt (i) | Ana Ivanović                | 6-4, 7-6      | details |
| 4.               | 2015-04-12 | WTA Charleston      | gravel        | Madison Keys                | 6-2, 4-6, 7-5 | details |
| 5.               | 2015-04-26 | WTA Stuttgart       | gravel        | Caroline Wozniacki          | 3-6, 6-1, 7-5 | details |
| 6.               | 2015-06-21 | WTA Birmingham      | gras          | Karolína Plíšková           | 6-7, 6-3, 7-6 | details |
| 7.               | 2015-08-09 | WTA Stanford        | hardcourt     | Karolína Plíšková           | 6-3, 5-7, 6-4 | details |
| 8.               | 2016-01-30 | Australian Open     | hardcourt     | Serena Williams             | 6-4, 3-6, 6-4 | details |
| 9.               | 2016-04-24 | WTA Stuttgart       | gravel        | Laura Siegemund             | 6-4, 6-0      | details |
| 10.              | 2016-09-10 | US Open             | hardcourt     | Karolína Plíšková           | 6-3, 4-6, 6-4 | details |
| 11.              | 2018-01-13 | WTA Sydney          | hardcourt     | Ashleigh Barty              | 6-4, 6-4      | details |
| 12.              | 2018-07-14 | Wimbledon           | gras          | Serena Williams             | 6-3, 6-3      | details |
| 13.              | 2021-06-26 | WTA Bad Homburg     | gras          | Kateřina Siniaková          | 6-3, 6-2      | details |
| 14.              | 2022-05-21 | WTA Straatsburg     | gravel        | Kaja Juvan                  | 7-6, 6-7, 7-6 | details |
| verloren finales |            |                     |               |                             |               |         |
| 1.               | 2010-02-21 | WTA Bogota          | gravel        | Mariana Duque Mariño        | 4-6, 3-6      | details |
| 2.               | 2012-06-23 | WTA Eastbourne      | gras          | Tamira Paszek               | 7-5, 3-6, 5-7 | details |
| 3.               | 2012-08-19 | WTA Cincinnati      | hardcourt     | Li Na                       | 6-1, 3-6, 1-6 | details |
| 4.               | 2013-04-07 | WTA Monterrey       | hardcourt     | Anastasija Pavljoetsjenkova | 6-4, 2-6, 4-6 | details |
| 5.               | 2013-09-28 | WTA Tokio           | hardcourt     | Petra Kvitová               | 2-6, 6-0, 3-6 | details |
| 6.               | 2014-01-10 | WTA Sydney          | hardcourt     | Tsvetana Pironkova          | 4-6, 4-6      | details |
| 7.               | 2014-02-16 | WTA Doha            | hardcourt     | Simona Halep                | 2-6, 3-6      | details |
| 8.               | 2014-06-21 | WTA Eastbourne      | gras          | Madison Keys                | 3-6, 6-3, 5-7 | details |
| 9.               | 2014-08-03 | WTA Stanford        | hardcourt     | Serena Williams             | 6-7, 3-6      | details |
| 10.              | 2015-10-18 | WTA Hongkong        | hardcourt     | Jelena Janković             | 6-3, 7-6, 1-6 | details |
| 11.              | 2016-01-09 | WTA Brisbane        | hardcourt     | Viktoryja Azarenka          | 1-6, 3-6      | details |
| 12.              | 2016-07-09 | Wimbledon           | gras          | Serena Williams             | 5-7, 3-6      | details |
| 13.              | 2016-08-13 | O.S. Rio de Janeiro | hardcourt     | Mónica Puig                 | 4-6, 6-4, 1-6 | details |
| 14.              | 2016-08-21 | WTA Cincinnati      | hardcourt     | Karolína Plíšková           | 3-6, 1-6      | details |
| 15.              | 2016-10-30 | WTA Finals          | hardcourt (i) | Dominika Cibulková          | 3-6, 4-6      | details |
| 16.              | 2017-04-09 | WTA Monterrey       | hardcourt     | Anastasija Pavljoetsjenkova | 4-6, 6-2, 1-6 | details |
| 17.              | 2019-03-17 | WTA Indian Wells    | hardcourt     | Bianca Andreescu            | 4-6, 6-3, 4-6 | details |
| 18.              | 2019-06-29 | WTA Eastbourne      | gras          | Karolína Plíšková           | 1-6, 4-6      | details |

### WTA-finaleplaatsen dubbelspel
| nr.                                 | finale     | toernooi     | ondergrond    | partner          | tegenstandsters                    | score    |         |
| ----------------------------------- | ---------- | ------------ | ------------- | ---------------- | ---------------------------------- | -------- | ------- |
| gewonnen finales vrouwendubbelspel  |            |              |               |                  |                                    |          |         |
| geen                                |            |              |               |                  |                                    |          |         |
| verloren finales vrouwendubbelspel  |            |              |               |                  |                                    |          |         |
| 1.                                  | 2008-06-21 | WTA Rosmalen | gras          | Līga Dekmeijere  | Marina Erakovic Michaëlla Krajicek | 3-6, 2-6 | details |
| 2.                                  | 2016-01-09 | WTA Brisbane | hardcourt     | Andrea Petković  | Martina Hingis Sania Mirza         | 5-7, 1-6 | details |
| verloren finales gemengd dubbelspel |            |              |               |                  |                                    |          |         |
| 1.                                  | 2018-01-06 | Hopman Cup   | hardcourt (i) | Alexander Zverev | Belinda Bencic Roger Federer       | 1–2      | details |
| 2.                                  | 2019-01-05 | Hopman Cup   | hardcourt (i) | Alexander Zverev | Belinda Bencic Roger Federer       | 1–2      | details |

## Resultaten grote toernooien
| Legenda | Legenda                          |
| ------- | -------------------------------- |
| g.t.    | geen toernooi gehouden           |
| l.c.    | lagere categorie                 |
| –       | niet deelgenomen                 |
| G       | uitgeschakeld in de groepsfase   |
| 1R      | uitgeschakeld in de eerste ronde |
| 2R      | uitgeschakeld in de tweede ronde |
| 3R      | uitgeschakeld in de derde ronde  |
| 4R      | uitgeschakeld in de vierde ronde |
| KF      | uitgeschakeld in de kwartfinale  |
| HF      | uitgeschakeld in de halve finale |
| F       | de finale verloren               |
| W       | het toernooi gewonnen            |
| w-v     | winst/verlies-balans             |

### Enkelspel
| toernooi            | 2007 | 2008 | 2009 | 2010 | 2011 | 2012 | 2013 | 2014 | 2015 | 2016 | 2017 | 2018 | 2019 | 2020 | 2021 | 2022 |
| ------------------- | ---- | ---- | ---- | ---- | ---- | ---- | ---- | ---- | ---- | ---- | ---- | ---- | ---- | ---- | ---- | ---- |
| grandslamtoernooien |      |      |      |      |      |      |      |      |      |      |      |      |      |      |      |      |
| Australian Open     | –    | 2R   | 1R   | 3R   | 1R   | 3R   | 4R   | 4R   | 1R   | W    | 4R   | HF   | 4R   | 4R   | 1R   | 1R   |
| Roland Garros       | 1R   | 1R   | –    | 2R   | 1R   | KF   | 4R   | 4R   | 3R   | 1R   | 1R   | KF   | 1R   | 1R   | 1R   |      |
| Wimbledon           | 1R   | 1R   | –    | 3R   | 1R   | HF   | 2R   | KF   | 3R   | F    | 4R   | W    | 2R   | g.t. | HF   |      |
| US Open             | 1R   | –    | 2R   | 1R   | HF   | 4R   | 4R   | 3R   | 3R   | W    | 1R   | 3R   | 1R   | 4R   | 4R   |      |
| Premier Mandatory   |      |      |      |      |      |      |      |      |      |      |      |      |      |      |      |      |
| Indian Wells        | –    | 3R   | –    | –    | 1R   | HF   | HF   | 2R   | 2R   | 2R   | 4R   | KF   | F    | g.t. |      |      |
| Miami               | –    | 2R   | –    | –    | 2R   | 2R   | 3R   | KF   | 3R   | HF   | KF   | KF   | 3R   | g.t. | 3R   |      |
| Madrid              | l.c. | l.c. | –    | –    | –    | 3R   | KF   | 1R   | 1R   | 1R   | 3R   | –    | 2R   | g.t. | 2R   |      |
| Peking              | l.c. | l.c. | –    | 3R   | –    | KF   | KF   | 3R   | KF   | 3R   | 2R   | 3R   |      | g.t. | g.t. |      |
| Premier Five        |      |      |      |      |      |      |      |      |      |      |      |      |      |      |      |      |
| Dubai/Doha          | l.c. | l.c. | –    | –    | 1R   | –    | 2R   | F    | 3R   | 2R   | HF   | KF   | 3R   | –    | 1R   |      |
| Rome                | –    | –    | –    | –    | 1R   | HF   | –    | 2R   | 2R   | 2R   | 2R   | KF   | –    | 1R   | 3R   |      |
| Montréal/Toronto    | –    | –    | –    | 1R   | –    | 3R   | 2R   | 3R   | 3R   | HF   | 3R   | 2R   | 1R   | g.t. | –    |      |
| Cincinnati          | –    | –    | –    | 1R   | –    | –    | –    | –    | 2R   | F    | 2R   | 3R   | 1R   | –    | HF   |      |
| Tokio/Wuhan         | –    | –    | –    | 1R   | 2R   | HF   | F    | KF   | HF   | 3R   | 1R   | 3R   | 1R   | g.t. | g.t. |      |
| olympisch           |      |      |      |      |      |      |      |      |      |      |      |      |      |      |      |      |
| Olympische Spelen   | g.t. | –    | g.t. | g.t. | g.t. | KF   | g.t. | g.t. | g.t. | F    | g.t. | g.t. | g.t. | g.t. | –    |      |
| statistieken        |      |      |      |      |      |      |      |      |      |      |      |      |      |      |      |      |
| titels per jaar     | 0    | 0    | 0    | 0    | 0    | 2    | 1    | 0    | 4    | 3    | 0    | 2    | 0    | 0    | 1    |      |
| eindejaarsranking   | 84   | 108  | 106  | 47   | 32   | 5    | 9    | 10   | 10   | 1    | 21   | 2    | 20   | 25   |      |      |

### Vrouwendubbelspel
| toernooi        | 2007 | 2008 |    | 2010 | 2011 | 2012 | 2013 |
| --------------- | ---- | ---- | -- | ---- | ---- | ---- | ---- |
| Australian Open | –    | 1R   | –  | 1R   | 1R   | –    |      |
| Roland Garros   | –    | –    | 1R | 1R   | 2R   | 1R   |      |
| Wimbledon       | –    | –    | 1R | 3R   | 1R   | –    |      |
| US Open         | 1R   | –    | 1R | –    | 3R   | –    |      |

### Gemengd dubbelspel
| Toernooi        | 2012 |
| --------------- | ---- |
| Australian Open | –    |
| Roland Garros   | –    |
| Wimbledon       | 2R   |
| US Open         | –    |